# NGC 3406/2
NGC 3406/2 је галаксија у сазвежђу Велики медвед која се налази на NGC листи објеката дубоког неба.
Деклинација објекта је + 51° 1' 33" а ректасцензија 10h 51m 44,6s. Привидна величина (магнитуда) објекта NGC 3406 износи 12,9 а фотографска магнитуда 13,7. NGC 34062 је још познат и под ознакама UGC 5970, MCG 9-18-40, CGCG 267-20, KCPG 253B, PRC D-16, PGC 93106.